# Technischer Fortschritt

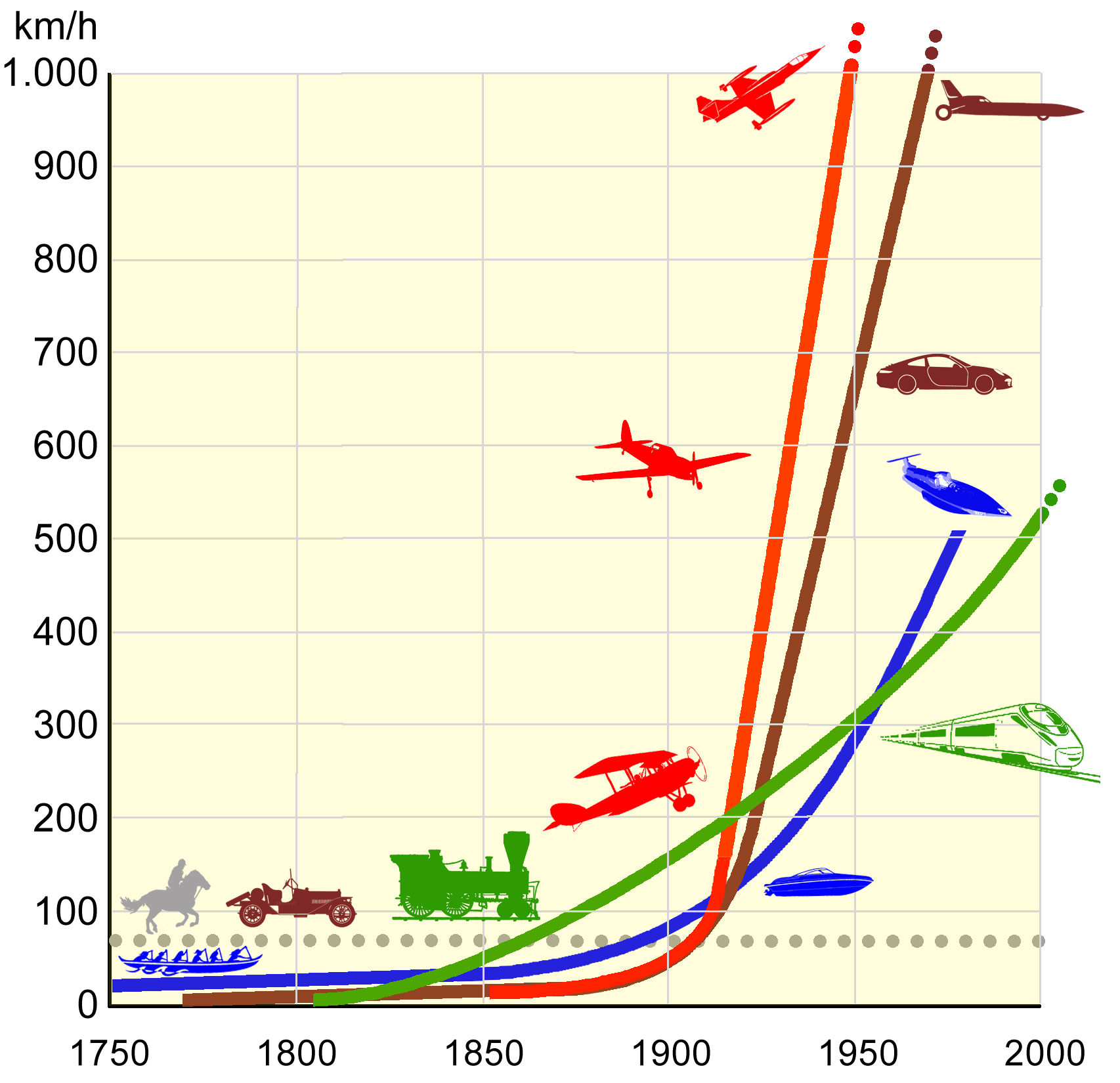
Ungefähre Entwicklung der Höchstgeschwindigkeit verschiedener Motorfahrzeuge im Vergleich zu einem galoppierenden Reiter (stark idealisiert)

Unter technischem Fortschritt versteht man die Gesamtheit aller technischen Errungenschaften einer Kultur.
Durch technischen Fortschritt kann entweder eine gleiche Produktionsmenge (Output) mit einem geringeren Einsatz von Arbeit inklusive Produktionsmittel (Input) erstellt werden oder eine höhere Menge mit dem gleichen Einsatz an Produktionsmitteln und Arbeit. Neben der quantitativen Verbesserung des Input-Output-Verhältnisses gibt es auch qualitative Verbesserungen wie neue Erzeugnisse (siehe auch Chronologie der Technik).
Wie bei der biologischen Evolution werden auch beim technischen Fortschritt – auch technische Evolution genannt – die Zeitabschnitte zwischen den Entwicklungsschritten immer kürzer.
Jegliche Entwicklungstrends, die gemeinhin als Fortschritt bezeichnet werden, haben Auswirkungen auf den soziokulturellen- und ökonomischen Wandel. Der Fortschrittsbegriff wird heute vielfach allein auf den technischen Fortschritt reduziert. Dies wird der ursprünglich viel weiter gefassten Bedeutung der Fortschrittsidee als „Streben nach Vervollkommnung“ jedoch nicht gerecht, da die Fortschrittsimpulse losgelöst von ethischen Fragen stattfinden und ihre Umsetzung vorrangig rein wirtschaftlichen oder politischen Interessen dient. Das eindrücklichste Beispiel dafür ist die Kernenergie, deren vielfältige Risiken die Anti-Atomkraft-Bewegung der Öffentlichkeit bekannt gemacht hat; oder der Missbrauch dieser Energieform für die Atombombe als Massenvernichtungswaffe.
Der technische Fortschritt ist ein entscheidender Antrieb für das Wirtschaftswachstum. Während letzteres jedoch im Vergleich mit anderen (nicht marktwirtschaftlich orientierten) historischen oder rezenten Wirtschaftsformen schwer zu vergleichen ist, lässt sich die technische Entwicklung in vielfältiger Weise leicht quantifizieren: So ist etwa ein Vergleich der Zeitdauer, die für das Fällen eines Baumes bis hin zum entrindeten und entästeten Stamm mit historischen und modernen Hilfsmitteln (Stein- oder Metallaxt, Bügelsäge, Kettensäge, Holz-Erntemaschine) benötigt wird, offensichtlich.
Angesichts der globalen Umweltrisiken (die zum größten Teil Folgen technischer Entwicklungen sind), schwindender Ressourcen und der politischen und sozialen Auswirkungen der neuen Medien stellt sich die grundsätzliche Frage der Beherrschbarkeit moderner Spitzentechnologie. Die Geschichte der Technik zeigt, dass sehr viele technische Problemlösungen unvermutet neue und größere Probleme – oft an ganz anderer Stelle – entstehen lassen.

## Geschichte und Kritik

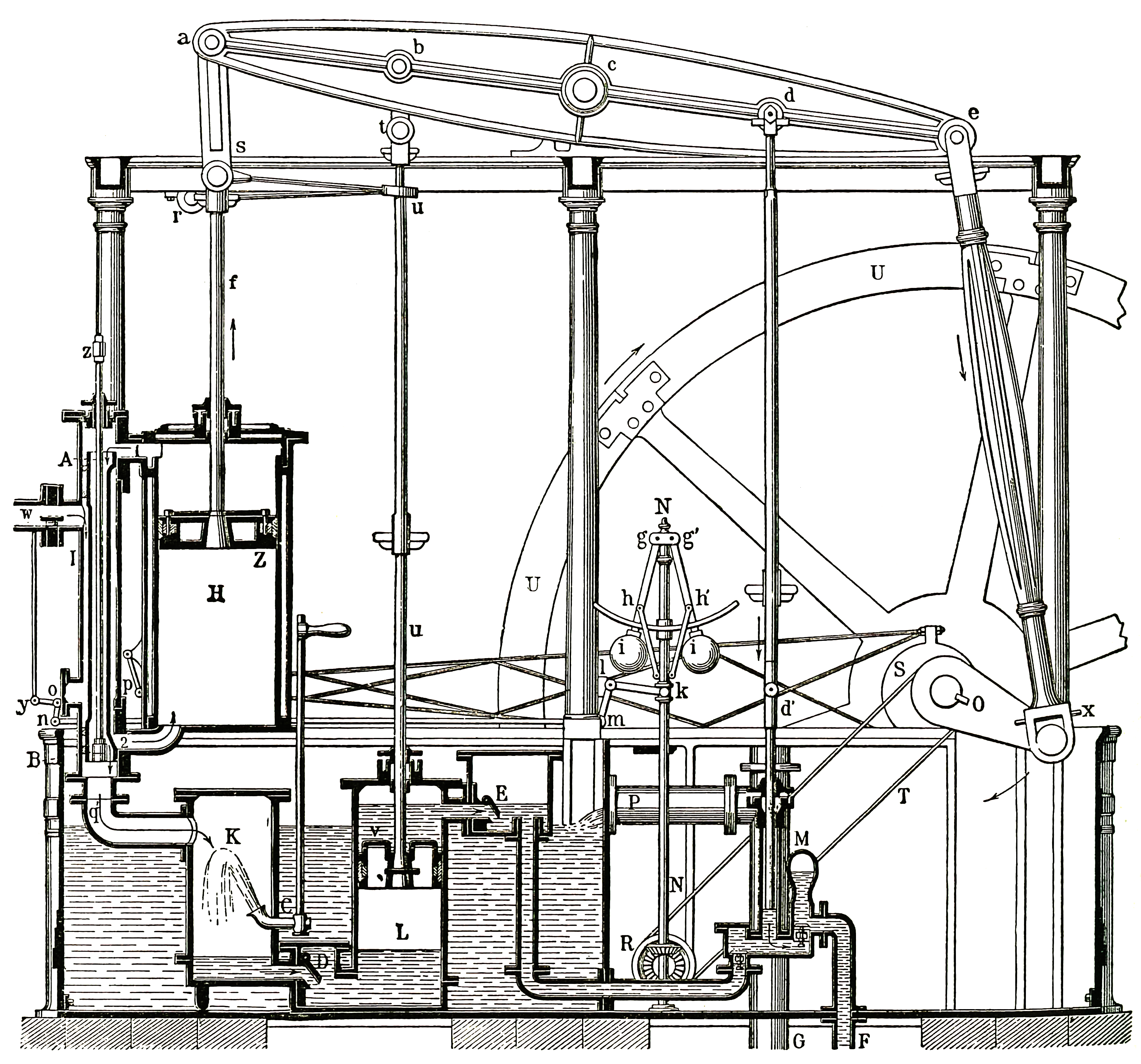
Die Dampfmaschine gilt als Symbol der Industriellen Revolution

In der frühen Zeit der Menschheitsgeschichte war die Geschwindigkeit des technischen Fortschritts relativ langsam, auch wenn es in größeren Zeitabständen ebenfalls zu großen Umwälzungen kam, etwa die Neolithische Revolution.
Zu großen gesellschaftlichen Umbrüchen führten in der jüngeren Geschichte die Industrielle Revolution sowie seit Mitte der 1970er Jahre die Digitale Revolution.
Historisch hat es durchaus neben Zeiten mit technischem Fortschritt auch Zeiten mit technischem Rückschritt gegeben. Als klassisches Beispiel gilt der Untergang der antiken Kultur mit dem nachfolgenden Mittelalter. Allerdings streiten sich die Geschichtswissenschaftler in dieser Frage, inwieweit zum Beispiel in bestimmten Bereichen (Verbreitung der Wassermühle) der technische Fortschritt auch während des Mittelalters weiter ging.
Es ist umstritten, ob es sich bei einer Neuerung der Technik aufgrund der teilweise negativen Auswirkung auf Mensch, Natur und Gesellschaft immer um einen Fortschritt im Sinne einer allgemeinen Verbesserung für den Menschen handelt. Daher wird in der Literatur auch von technischem Wandel gesprochen. Angesichts der vielfältigen globalen Probleme, die unzweifelhaft auch Folgen des technischen Fortschritts sind (beispielsweise Waldvernichtung, Reaktorkatastrophen, anthropogener Klimawandel usw.) sieht der Naturschutzbiologe Raymond Dasmann die Zukunft der Menschheit insbesondere durch die Tatsache bedroht, dass negative Folgen des Fortschritts im Laufe der Zeit in Vergessenheit geraten (siehe  Kommunikatives Gedächtnis) und der Zustand der Welt von den darin lebenden Menschen für „normal“ gehalten wird. Überdies ginge uraltes, traditionelles Erfahrungswissen aus „Versuch und Irrtum“ verloren und stattdessen würden häufig Problemlösungen gesucht, die auf unerprobten Technologien beruhen.
Ethnologische Untersuchungen an Gemeinschaften von „Ökosystem-Menschen“ (Wildbeuter, Hirtennomaden, Feldbauern) haben ergeben, dass vielfach komplexe soziokulturelle Mechanismen existieren, um die Tradition zu erhalten und (technischen) Fortschritt zu vermeiden – sofern keine zwingenden Gründe vorliegen. Claude Lévi-Strauss prägte dafür den Begriff der „kalten Kulturen“.
Der Soziologe Johannes Weyer schreibt, dass technische Neuerungen von der heutigen Industriegesellschaft „als eine Art Sachzwang, der uns beherrscht und uns diktiert, wie wir sie zu nutzen haben“ wahrgenommen wird. Er macht jedoch darauf aufmerksam, dass die Richtung dieser Entwicklungen keinem „Naturgesetz“ folgt, sondern von politischen Entscheidungen gelenkt wird. Als Beispiel nennt er unter anderem den Elektromotor, der zu Beginn des 20. Jahrhunderts die meistverbreitete Antriebsform für Fahrzeuge war. Dennoch hat sich der Verbrennungsmotor durchgesetzt, der von verschiedenen Interessengruppen bevorzugt wurde. Erst in Zusammenhang mit der aktuellen Nachhaltigkeitsdebatte erlebt der Elektroantrieb erneutes Interesse. Welche Antriebsform sich spätestens nach dem Versiegen der Erdölvorräte durchsetzen wird und ob und wie die drängenden Zukunftsprobleme in den Bereichen Umwelt, Energie oder Verkehr gelöst werden, wird wiederum maßgeblich vom Einfluss ganz unterschiedlicher Akteure abhängen – und nicht (nur) von rationalen Überlegungen. Um hier Fehlentscheidungen zu minimieren, wurde das Instrument der Technikfolgenabschätzung geschaffen, das allerdings nur dann wirkt, wenn die Politik die Prognosen beachtet.
Einige Kritiker des technischen „Fortschritt“ sammeln sich in der politischen und philosophischen Strömung des Primitivismus.

## Erscheinungsformen
Die drei Haupterscheinungsformen des technischen Fortschritts sind:
- Automatisierung
- Rationalisierung und
- Synergieeffekte / positive Skaleneffekte

Es geht bei technischem Fortschritt aber nicht nur um die Steigerung der Arbeitsproduktivität – etwa dass eine bestimmte Anzahl Menschen immer mehr Autos herstellen können –, sondern auch um qualitative Veränderungen, um Neuerungen, Innovationen bei den erzeugten Produkten für den Verbrauch der Menschen.

Auswirkung des technischen Fortschritts auf das Input-Output-Verhältnis bei gleich bleibenden Output

Auswirkung des technischen Fortschritts auf das Input-Output-Verhältnis bei konstantem Input

Joseph Schumpeter unterscheidet zwischen fünf verschiedenen Neuerungen, die den technischen Fortschritt ausmachen:
1. Einführung eines neuen Produktes,
2. Einführung eines neuen Produktionsverfahrens,
3. Erschließung eines neuen Marktes,
4. Erschließung einer neuen Versorgungsquelle von Rohstoffen oder Halbfabrikaten und schließlich
5. Einführung neuer Formen industrieller Organisation.[7]

Dosi versteht unter dem technischen Fortschritt: „die Suche und Entdeckung, Imitation und Einführung neuer Produkte, neuer Produktionsverfahren und organisatorischer Erneuerungen.“
Geigant geht davon aus, dass der Technische Fortschritt es bei der Herstellung von neuen oder verbesserten Produkten oder bei der Einführung neuer Produktionsverfahren ermöglicht, ein unverändertes Produkt zu gleich bleibenden Kosten in größerer Menge bzw. in gleich bleibender Menge zu niedrigeren Kosten herzustellen.
Der Technische Fortschritt führt also zu einem Produktivitätszuwachs dadurch dass
- der Input bei gleichbleibendem Output verringert werden kann (Abb.) oder
- der Output bei gleichbleibendem Input erhöht werden. (Abb.)

## Technischer Fortschritt und Wirtschaftswachstum
Nach Schumpeter findet auf Märkten ein schöpferischer Prozess der Zerstörung statt. Schöpferische Zerstörung bedeutet, dass Innovationen auf den Markt kommen, die andere Produkte vom Markt verdrängen. Durch den Wettbewerb wird dieser Prozess angefacht, da Unternehmen nach Innovationen streben, um einen Wettbewerbsvorteil zu erlangen. Die Innovationen stellen einen Technischen Fortschritt dar, der zu einer Steigerung der Produktivität führt. Das ermöglicht eine Senkung der Preise und somit verbesserte Chancen im Wettbewerb. Der Technische Fortschritt ist dynamisch effizient, da aufgrund der Produktivitätssteigerung weitere Anreize zu Innovationen gesetzt werden.
Zusammen mit dem Lernkurveneffekt (d. h. Senkung der Stückkosten bei Steigerung der Produktion aufgrund von Erfahrung der Arbeitskräfte) und der Humankapitalakkumulation (zum Beispiel Steigerung des Bildungsgrades durch Fortbildung der Mitarbeiter) ist der technische Fortschritt also eine wichtige Quelle für Produktivitätssteigerung und Wirtschaftswachstum.
Das Wachstum aufgrund des Lernkurveneffekts oder der Humankapitalakkumulation kommt jedoch aufgrund des sinkenden Grenznutzens (unter den neoklassischen Annahmen) im Gegensatz zum Technischen Fortschritt immer an seine Grenze. Allein der Technische Fortschritt ermöglicht ein langfristiges Wirtschaftswachstum (siehe auch endogene Wachstumstheorie).
Die Bedeutung für das Wirtschaftswachstum belegen auch empirische Untersuchungen von 1994, nach denen der Beitrag des Technischen Fortschritts zum Wirtschaftswachstum je nach Berechnungsart zwischen 40 % und 60 % liegt.
Berechnet wird der Technische Fortschritt nach Schumpeter aus der Differenz von Produktionswachstum und der reinen Veränderung des Faktoreinsatzes (Totale Faktorproduktivität). Diese Differenz wird als „Residuum“ oder Restgröße bezeichnet.

## Technischer Fortschritt und Arbeitslosigkeit

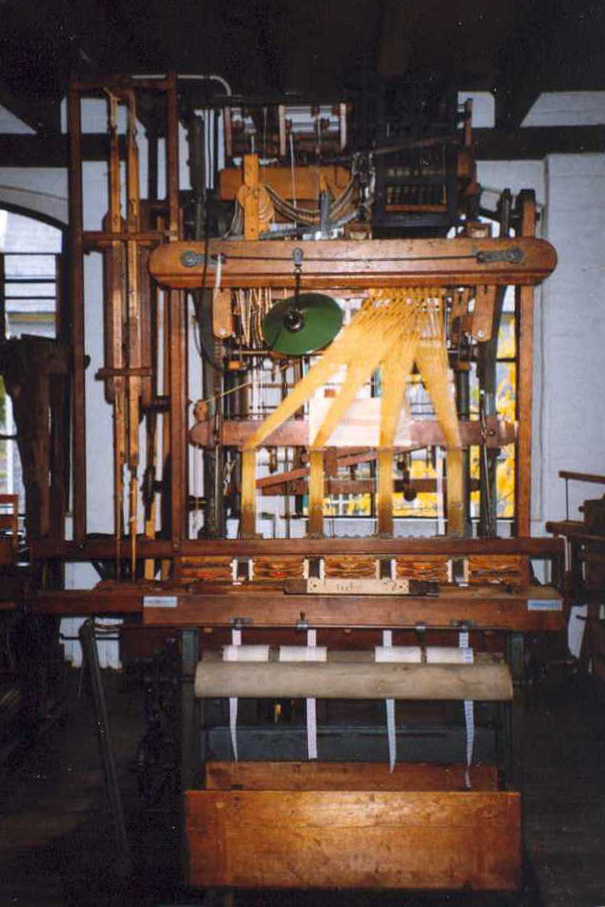
Die Erfindung der Webmaschine löste zunächst Befürchtungen aus, dadurch käme es zu Massenarbeitslosigkeit

Oft diskutiert wird die Frage, ob technischer Fortschritt Arbeitsplätze schafft oder im Gegenteil Ursache für Arbeitslosigkeit sei. Diese Frage tauchte bereits 1817 bei David Ricardo und später in der Diskussion um Automatisierung und Rationalisierung wieder auf.

### Freisetzungstheorie
Der technische Fortschritt bewirkt durch Weiterentwicklungen und Neuerungen eine Produktivitätssteigerung und Änderung von bisher als effizient angesehenen Input-Output-Verhältnissen. (Siehe Abb. Auswirkung des technischen Fortschritts auf das Input-Output-Verhältnis)
Basierend auf dieser Kenntnis hat David Ricardo in der 3. Auflage seiner Principles of Political Economy and Taxation von 1821 die These aufgestellt, dass die Arbeitslosigkeit aufgrund des Technischen Fortschritts steigt, wenn die Nachfrage vorübergehend konstant bleibt. Diese These wird Freisetzungstheorie genannt. Auch Karl Marx schloss sich dieser These an.
Technischer Fortschritt steigt ⇒ Produktivität steigt ⇒ Nachfrage nach diesem Gut steigt nicht unbedingt ⇒ Weniger Arbeitskräfte werden benötigt ⇒ Arbeitslosigkeit steigt
Nach der Freisetzungstheorie hätte der Technische Fortschritt zur Folge, dass Arbeitslosigkeit entsteht. Ein bekanntes Beispiel, welches diese These veranschaulicht ist folgendes: In der Stecknadelbranche sind 10 Mitarbeiter angestellt. Nach der Einführung einer Maschine in den Betrieb werden diese 10 Mitarbeiter durch die Maschine ersetzt. Lediglich ein Mitarbeiter ist noch damit beschäftigt, die Maschine zu bedienen. Die neue Maschine kann ein Vielfaches der Menge an Stecknadeln produzieren, welche die 10 Arbeiter herstellen konnten. Da die Nachfrage nach Stecknadeln nicht unbedingt aufgrund des höheren Angebots um mehr als ein Vielfaches steigt, kommt es zu Entlassungen in der Stecknadelindustrie.

### Kompensationstheorie

Preis- und Lohnentwicklung in der Bundesrepublik Deutschland

Folgender Einwand gegenüber der Freisetzungstheorie wird in der Kompensationstheorie erhoben: Durch den technischen Fortschritt wird nicht nur die Menge der produzierbaren Güter erhöht, auch der Preis für die produzierten Güter sinkt. Das hat zur Folge, dass das Realeinkommen steigt. Aufgrund des höheren Realeinkommens steigt der Konsum des betrachteten Gutes und anderer Güter. Der höhere Konsum führt zu Einstellungen in anderen Branchen. An das obige Beispiel anknüpfend würde der Preis für Stecknadeln aufgrund des höheren Angebotes sinken. Der Schneider kann das Geld für den Konsum anderer Güter verwenden.
Der technische Fortschritt kann also beschäftigungsneutral sein, wenn eine technologische Veränderung eine höhere Nachfrage nach anderen Gütern auslöst und es so zu einer Wiedereinstellung der aufgrund der Rationalisierung frei gewordenen Arbeitskräfte kommt.
Kritiker entgegnen der Kompensationstheorie, dass trotz des technischen Fortschritts die Preise seit mehr als 50 Jahren in Höhe der Inflationsrate steigen.
Allerdings ist dem entgegenzuhalten, dass die Löhne langfristig sehr viel stärker steigen als die Preise (Siehe Abb. Preis- und Lohnentwicklung). Die Realeinkommen sind also unter anderem aufgrund des Technischen Fortschritts gestiegen.

### Konzept von Karl Popper
Der Philosoph Karl Popper gibt in seinem Werk Die offene Gesellschaft und ihre Feinde, Band 2, Hegel und Marx eine systematische Zusammenstellung, wie eine Gesellschaft auf eine Steigerung der Arbeitsproduktivität, die sich aus technischem Fortschritt ergibt, reagieren kann.
Die zur Verfügung stehende höhere Produktivkraft kann genutzt werden für:
- Fall A: Investitionsgüter. Dann wird investiert, um mehr Investitionsgüter herzustellen, welche die Produktivität noch mehr steigern. Das Problem wird in die Zukunft verschoben. Popper hält dies daher für keine Dauerlösung.
- Fall B: Konsumgüter
  - für die gesamte Bevölkerung
  - für einen Teil der Bevölkerung
- Fall C: Arbeitszeit-Verkürzung
  - tägliche Arbeitszeit
  - die Anzahl der „unproduktiven“ Arbeiter steigt. Popper meint damit diejenigen außerhalb des produzierenden Gewerbes, insbesondere Wissenschaftler, Ärzte, Künstler, Geschäftsleute usw.

Hier zieht Popper eine Grenze. Bisher handelte es sich um für die Bevölkerung erfreuliche Wirkungen einer Erhöhung der Arbeitsproduktivität. Es sind jedoch auch unerfreuliche Wirkungen denkbar:
- - die Anzahl der Arbeitslosen steigt.
- Fall D: Die Anzahl der Güter, die produziert, aber weder konsumiert noch investiert werden, steigt
  - Konsumgüter werden zerstört
  - Kapitalgüter werden nicht genutzt, d. h. Betriebe liegen brach
  - es werden Güter produziert, die weder Investitions- noch Konsumgüter sind, zum Beispiel Waffen (siehe auch Rüstungskeynesianismus, Permanente Rüstungswirtschaft)
  - Arbeit wird eingesetzt, um Kapitalgüter zu zerstören und so die Produktivität wieder zu senken.

### Künstliche Intelligenz
In der industriellen Revolution wurde durch die Erfindung der Dampfmaschine die Muskelkraft von der Maschine ersetzt. Entsprechend wurde die herkömmliche physikalische Einheit für die Leistung, nämlich die Pferdestärke (PS) durch das Watt abgelöst. Nach Ansicht einiger Autoren wird in der digitalen Revolution die menschliche Denkleistung zunehmend von Maschinen, also durch Künstliche Intelligenz (KI) übernommen.
Die Informatikerin Constanze Kurz beschreibt in einem Interview einige Beispiele zu Anwendungen der Künstlichen Intelligenz. Der Sprecher des Chaos Computer Clubs, Frank Rieger, warnte in verschiedenen Publikationen (z. B. dem Buch Arbeitsfrei) davor, dass durch die beschleunigte Automatisierung vieler Arbeitsbereiche in naher Zukunft immer mehr Menschen ihre Beschäftigung verlieren würden. Darin bestehe unter anderem eine Gefahr der Schwächung von Gewerkschaften, die an Mitgliedern verlieren. Rieger plädiert daher für eine „Vergesellschaftung der Automatisierungsdividende“, also einer Besteuerung von nichtmenschlicher Arbeit, damit durch das Wachstum der Wirtschaft auch der allgemeine Wohlstand wächst und gerecht verteilt wird.
Deutsch-schwedische Forscher haben 2015 ausgerechnet, dass Computer jeden zweiten Job übernehmen könnten. Eine Oxford-Studie aus dem Jahr 2014 geht davon aus, dass in Deutschland innerhalb der nächsten 10 bis 20 Jahre jeder zweite Job durch Maschinen ersetzt wird. In Rumänien als Beispiel ist dieser Anteil sogar noch höher. Die Schulen und Universitäten müssten ihre Ausbildung verändern hin zu mehr kreativen und sozialen Kompetenzen, da Maschinen in diesen Bereichen bislang keine Fähigkeiten haben.

### Empirische Daten
Studien haben für die USA im Zeitraum von 1979 bis 2007 ein „U-Profil“ einer Polarisierung der Arbeitsnachfrage aufgezeigt: In diesem Zeitraum stieg die Nachfrage sowohl nach hoch- als auch niedrigqualifizierten Berufen gegenüber den Berufen mittlerer Qualifikation stark an. Ähnliche Entwicklungen ließen sich für alle EU-Staaten nachweisen, vor allem auch für Österreich und Frankreich, weniger für Deutschland. Die Gründe für eine solche Polarisierung werden unter anderem in der Art der Tätigkeit gesucht: „Der tätigkeitsbasierte Ansatz legt dar, wie die veränderte Technologie zu einer Substitution von Routinetätigkeiten durch Computer und andere Automatisierung führt. Als Folge davon steigt die Nachfrage nach jenen Arbeitskräften, die Nicht-Routinetätigkeiten ausüben. Dies sind sowohl kognitive, abstrakte und interaktive Tätigkeiten, die am oberen Ende der Lohnverteilung angesiedelt sind, als auch manuelle Aktivitäten am unteren Ende der Verteilung. Entsprechend kann hiervon direkt die Hypothese der Polarisierung von Beschäftigung und Lohnstruktur abgeleitet werden.“ In Deutschland, wo diese Polarisierung vergleichsweise gering ist, kam es zu einer Zunahme atypischer Beschäftigungsformen: die geringfügige Beschäftigung und die Zeitarbeit stiegen vor allem in gering entlohnten Teilbereichen des Dienstleistungssektors, und die befristete Beschäftigung nahm auch in höher bezahlten Bereichen zu.
Von 1960 bis 2010 sank auf Deutschland bezogen (bis 1990: Westdeutschland; ab 1991: Deutschland) das Arbeitsvolumen pro Erwerbstätigem um 31 Prozent, das Arbeitsvolumen pro Einwohner um 29 Prozent.

## Wirtschaftspolitische Maßnahmen
Ein wirtschaftsliberales Rezept zur Verhinderung von struktureller Arbeitslosigkeit ist die Flexibilisierung des Arbeitsmarkts im Sinne der Kompensationstheorie. Ziel dabei ist es, die aufgrund des technischen Fortschritts freigewordenen Arbeitskräfte in andere Branchen, deren Güter aufgrund der Realeinkommenserhöhung mehr nachgefragt werden, zu vermitteln, um sie so möglichst schnell in ein neues Arbeitsverhältnis zu führen. Dabei kann die Politik zur Beschleunigung des Übergangs in ein neues Arbeitsverhältnis auch gezielt Umschulungen und Weiterbildungsmaßnahmen fördern.

## Technischer Fortschritt in der Wachstumstheorie
Die Wachstumstheorie versucht mögliche Auswirkungen von technischem Fortschritt mathematisch abzugreifen. Der Technische Fortschritt spielt in der neoklassischen Wachstumstheorie eine wichtige Rolle. Unter neoklassischen Annahmen ist der Technische Fortschritt eine wichtige Voraussetzung für langfristiges wirtschaftliches Wachstum sowie die wesentliche Ursache für das Wachstum der Weltbevölkerung. Erläutern lässt sich dies an folgendem Beispiel:
Ein Landwirt produziert Getreide. Er hat eine begrenzte Menge an Arbeitern und Kapital in Form von Saatgut und Fläche Ackerland zur Verfügung. Unter Berücksichtigung der neoklassischen Annahmen wird der Output mit jedem zusätzlichen Einsatz von Arbeit und Kapital wachsen. Der Grenzertrag des zusätzlichen Faktorinput wird so lange sinken, bis der Output bei steigendem Faktorinput nicht mehr weiter steigt. Lediglich eine Erhöhung des Inputs an Arbeit und Kapital kann den Output nur kurzfristig steigen lassen.
Allein der Technische Fortschritt könnte es wie in diesem Beispiel ermöglichen, dass der Landwirt langfristig weiter den Output bzw. Grenzertrag steigern kann. Beispiele für Technischen Fortschritt sind hier: Die Einführung von Dünger, der es ermöglicht, dass der Acker mehrmals im Jahr bestellt werden kann oder die Erfindung des Pfluges, der den Boden fruchtbarer macht.
Die Bedeutung des technischen Fortschritts wurde in der ersten Hälfte des 20. Jahrhunderts als Wachstumsquelle einer Volkswirtschaft in Wachstumsmodellen wenig beachtet (Ausnahme: Schumpeter). Traditionelle Wachstumsmodelle sahen das Arbeitsangebot und das zur Verfügung stehende Kapital als Quellen volkswirtschaftlichen Wachstums. Robert Solow (1957) war mit seinem neoklassischen Wachstumsmodell (Solow-Modell) einer der ersten, die den technischen Fortschritt neben Arbeitsangebot und Kapital als eine Quelle in ein Wachstumsmodell integrierten.
Im Solow-Modell (1957), Uzawa-Lucas-Modell (1965) und AK-Modell von Rebelo (1991) wird davon ausgegangen, dass der technische Fortschritt ein extern gegebener Faktor ist. Dies implizierte, dass technischer Fortschritt nicht durch politische Maßnahmen veränderbar ist.
Erst Anfang der 1990er Jahre wurde in den Modellen von Grossman-Helpman (von Gene M. Grossman und Elhanan Helpman), Romer (Romer-Modell von Paul Romer) und Jones (Jones-Modell von Charles I. Jones) davon ausgegangen, dass technischer Fortschritt eine endogene beeinflussbare Variable ist. Der Grundgedanke dabei ist, dass Forschung und Entwicklung das Wirtschaftswachstum beeinflussen. Durch Förderung von Forschung und Entwicklung könne mit gezielter Wirtschaftspolitik das Wirtschaftswachstum beeinflusst werden.

### Harrod-Domar-Modell
Um zu untersuchen, unter welchen Bedingungen technischer Fortschritt Arbeitsplätze schafft oder entbehrlich macht, kann man einfache Wachstumsmodelle der Wirtschaftswissenschaften zu Rate ziehen. Ein bekanntes Wachstumsmodell ist das Harrod-Domar-Modell, das die Bedingungen für ein gleichgewichtiges Wachstum herleitet und dabei auch technischen Fortschritt berücksichtigen kann. Das Modell geht vom Doppelcharakter der Investitionen aus, die zum einen ein Teil der gesamtwirtschaftlichen Nachfrage sind (der andere Teil sind die Konsumausgaben) und zum anderen den Kapitalstock und damit das potentielle Angebot erhöhen. Im gleichgewichtigen Wachstum soll Nachfrage gleich Angebot sein. Es ergibt sich folgende Gleichgewichtsbedingung:
{\displaystyle g={\frac {s}{v}}}
- {\displaystyle g\,}: gleichgewichtige Wachstumsrate, die Angebot gleich Nachfrage herstellt.
- {\displaystyle s\,}: Sparquote, Anteil der Ersparnisse am Einkommen, das im Gleichgewicht als Nachfrage gleich dem volkswirtschaftlichen Angebot an Gütern ist. Unter der Modellannahme, dass alle Ersparnisse investiert werden, ist s gleichzeitig die Investitionsquote, also der Anteil der Investitionen an der Gesamtproduktion.
- {\displaystyle v}: Kapitalkoeffizient, er gibt an, wie viel Kapitalstock nötig ist, um eine bestimmte Produktionsmenge herstellen zu können.

Die Formel besagt, dass ein umso höheres Wachstum erzielt werden kann, je größer die Investitionsquote ist (die gleich der Sparquote s ist), je größer also der Teil der Produktion ist, der für den Aufbau des Kapitalstocks verwendet wird. Das Wachstum ist umso niedriger, je größer der Kapitalkoeffizient ist, je mehr Kapital benötigt wird, um eine Einheit Produktion zu erzeugen.
Wenn es keinen technischen Fortschritt gibt, dann sollte das gleichgewichtige Wachstum dem „natürlichen“, dem demografisch gegebenen Wachstum des Arbeitsangebots entsprechen, sonst reicht entweder das Arbeitsangebot nicht aus oder es entsteht immer größer werdende Arbeitslosigkeit.
{\displaystyle {\frac {s}{v}}=n}
- {\displaystyle n\,}: Bevölkerungswachstum

Der technische Fortschritt wird in das Modell so eingeführt, dass angenommen wird, dass der Kapitalaufwand je Arbeiter (oder je Arbeitsplatz), die Kapitalintensität, mit einer bestimmten Rate (m) wächst und dass dadurch die Arbeitsproduktivität ebenfalls mit dieser Rate wächst. Außerdem wird angenommen, dass der Lohn ebenfalls je Arbeiter mit dieser Rate wächst.
Diese Wachstumsrate m der Arbeitsproduktivität und der Kapitalintensität wird als Wachstumsrate des technischen Fortschritts verstanden. Wäre die Produktion konstant, dann könnten in jedem Jahr gemäß dieser Rate (-m) Arbeitsplätze rationalisiert werden, die Beschäftigung schrumpfte also. Soll also keine Arbeitslosigkeit entstehen, muss das gleichgewichtige Wachstum jetzt betragen:
{\displaystyle {\frac {s}{v}}=m+n}
- {\displaystyle m\,}: Wachstumsrate des technischen Fortschritts, definiert als Wachstumsrate der Arbeitsproduktivität und der Kapitalintensität.
- {\displaystyle n\,}: demografisch, also exogen gegebenes Bevölkerungswachstum, das gleich dem Wachstum des Arbeitsangebotes ist.

Ein solches Wachstum kann – laut diesem Modell – erreicht werden, indem die Spar- und Investitionsquote s erforderlichenfalls erhöht wird. Da Investitionen in erster Linie aus den Gewinn- und nicht aus den Lohneinkommen finanziert werden, fordert die Wirtschaftspolitik denn auch häufig bei anhaltender Arbeitslosigkeit gemäßg der G-I-B-Formel mäßige Lohnpolitik und höhere Gewinneinkommen, um so mehr Investitionen, Wachstum und Beschäftigung auszulösen. Freilich kann eine solche Politik auch zu Verteilungskonflikten führen, da ja die Gewinneinkommen zu Lasten der Lohneinkommen ausgeweitet werden sollen.
Technischer Fortschritt führt also dazu, dass im Vergleich zur Gesamtproduktion mehr Investitionsgüter benötigt werden, als ohne technischen Fortschritt, soll Vollbeschäftigung erzielt werden. Allerdings handelt es sich um ein einmaliges Opfer, ist die Sparquote s groß genug, dann kann von da an der Lohn je Arbeiter gemäß der Wachstumsrate des technischen Fortschritts, also wie die Arbeitsproduktivität, wachsen.

### Produktionsfunktion
Technischer Fortschritt kann auf verschiedene Arten in eine Produktionsfunktion eingebaut werden, zum Beispiel:
Eine Produktionsfunktion gibt an, wie viel produziert werden kann {\displaystyle (Y)}, wenn eine bestimmte Menge an Arbeit {\displaystyle A} und an Kapital (Kapitalstock) oder Produktionsmitteln {\displaystyle K} eingesetzt wird:
{\displaystyle Y=f(K,A)\,}
Von arbeitssparendem, arbeitsvermehrendem oder Harrod-neutralem technischen Fortschritt spricht man, wenn gilt:
{\displaystyle Y=f(K,a(t)\cdot A)}
- {\displaystyle a(t)} ist ein mit der Zeit {\displaystyle t} größer werdender Faktor, der die wegen des technischen Fortschritts allmählich steigende Arbeitsproduktivität abbildet.

Weniger gebräuchlich ist der Hicks-neutrale technische Fortschritt
{\displaystyle Y=a(t)\cdot f(K,A)}
und der Solow-neutrale, kapitalvermehrende oder kapitalsparende technische Fortschritt
{\displaystyle Y=f(a(t)\cdot K,A)}.
Ein früher Versuch, technischen Fortschritt endogen zu erklären ist die Technische Fortschrittsfunktion von Nicholas Kaldor. Inzwischen gibt es die Endogene Wachstumstheorie.

## Filmische Dokumentationen
- Außer Kontrolle – Wenn Computer die Macht übernehmen. ARD Quarks und Co, 2016